# Mount Armstrong, Alberta
Mount Armstrong är ett berg i Kanada.   Det ligger i provinsen Alberta, i den södra delen av landet, 2 900 km väster om huvudstaden Ottawa. Toppen på Mount Armstrong är 2 823 meter över havet, eller 542 meter över den omgivande terrängen. Bredden vid basen är 6,5 km.
Terrängen runt Mount Armstrong är kuperad åt nordost, men åt sydväst är den bergig.Trakten runt Mount Armstrong är nära nog obefolkad, med mindre än två invånare per kvadratkilometer.. Det finns inga samhällen i närheten.
I omgivningarna runt Mount Armstrong växer i huvudsak barrskog.